# Кошелёво (Гомельская область)
Кошелёво (бел. Кашалёў) — деревня в Кошелёвском сельсовете Буда-Кошелёвского района Гомельской области Белоруссии. Административный центр Кошелёвского сельсовета. 
Поблизости имеются залежи глины.

## География
В 4 км на северо-восток от районного центра и железнодорожной станции Буда-Кошелёвская (на линии Жлобин — Гомель), 52 км от Гомеля.

## Транспортная сеть
Автомобильная дорога Чечерск — Буда-Кошелёво. Планировка состоит из длинной прямолинейной улицы, ориентированной с юго-востока на северо-запад и застроенной двусторонне деревянными домами усадебного типа.

## История
Обнаруженное археологами городище (в 0,5 км на север от деревни) свидетельствует о заселении этой территории этих мест с давних времён. По письменным источникам известна с XV века как деревня в Речицком повете Минского воеводства Великого княжества Литовского, собственность казны. В 1503 и 1508 годах упоминается в грамоте о перемирии в переписке Василия III и Сигизмунда I по вопросам пограничных конфликтов между Московским государством и Великим княжеством Литовским. В 1560 году 12 дымов, 4 службы, пустыни Хлусовская, Пашковская, Гваздовская, Дербинская. В 1640-х годах по инвентарю Гомельского староства в Кошелёво 12 дымов, 4 службы, 16 волов, 13 коней, Свято-Михайловская церковь. В 1765 году — поместье, владение Вышинского, центр староства, которое объединяло 4 деревни с 72 дворами.
После 1-го раздела Речи Посполитой (1772 год) в составе Российской империи. В 1807-09 годах произошли выступления крестьян Кошелевской волости против помещика. Длительное время деревня была центром казённого поместья, в состав которого в 1824 году входили деревни Кошелёво, Кострище, Буда-Славянец, Сельцо, Руденка, Бушевка. С 1825 года действовал трактир (владение рода Пересвет-Солтанов). Через деревню проходила почтовая дорога из Гомеля в Жлобин. По инвентарю 1847 года 103 двора и 42 незанятых участка. В 1886 году располагались: школа (открыта в 1845 году), церковь (владела земельным участком и с 1830 года — сукновальней), больница, 2 ветряные мельницы. Со второй половины XIX века действовал хлебозапасный магазин. Центр волости (до 9 мая 1923 года), в состав которой в 1890 году входили 38 населённых пунктов с общим количеством 1064 двора. По переписи 1897 года находились: деревянная на каменном фундаменте церковь (сгорела в 1953 году), больница, училище, 2 хлебозапасныых магазина, лесничество, отделение почтовой связи, 3 ветряные мельницы, 8 лавок, трактир. С 1898 года работали 2 лесопилки. В 1908 году организовано кредитное товарищество. В 1909 году при школе имелась библиотека.
22 октября 1919 года создан Кошелёвский волостной ревком. С 20 августа 1924 года центр Кошелёвского сельсовета Буда-Кошелёвского района Гомельского (до 26 июля 1930 года) округа, с 20 февраля 1938 года Гомельской области.
В 1930 году организовано 2 колхоза, работали 3 ветряные мельницы, кузница, 2 конные круподробилки, нефтяная мельница, народный дом.
Во время Великой Отечественной войны освобождена 28 ноября 1943 года. На фронтах и в партизанской борьбе погиб 141 жителей деревни. В память о погибших в 1966 году в центре деревни установлен памятник. В 1959 году центр совхоза имени П. Я. Головачёва. Работают маслозавод, базовая школа, клуб, библиотека, детский сад, больница, отделение связи, магазин.

## Население

### Численность
- 2004 год — 189 хозяйств, 412 жителей.

### Динамика
- 1847 год — 103 двора.
- 1886 год — 176 дворов 983 жителя.
- 1897 год — 262 двора, 1643 жителя (согласно переписи).
- 1909 год — 1826 жителей.
- 1959 год — 662 жителя (согласно переписи).
- 2004 год — 189 хозяйств, 412 жителей.

## Достопримечательность
- Воинский мемориал погибшим в период Великой Отечественной войны

## Известные уроженцы
- Буслов, Казимир Павлович — академик Академии наук БССР, доктор философских наук, профессор, заслуженный деятель науки БССР.
- Головачёв, Павел Яковлевич — дважды Герой Советского Союза, генерал-майор авиации. В Гомеле и Буда-Кошелёво установлены памятники. Его именем названы улицы в Гомеле и Буда-Кошелёво, совхоз в Буда-Кошелёвском районе.
- Шваяков, Устин Никитович — во время Великой Отечественной войны командир партизанского отряда в Глусском районе.